# Exode des Éwés de Notsé

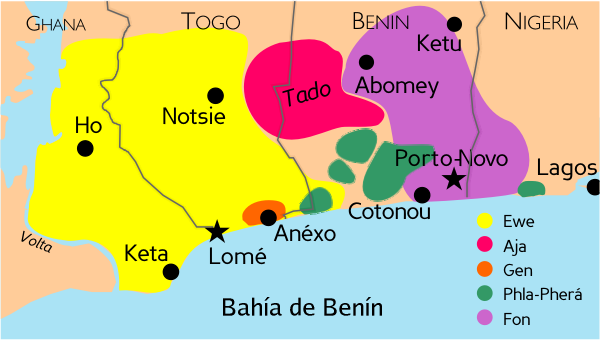
Carte linguistique de la région, au début du XXIe siècle

L'exode des Éwés de Notsé est un événement des XVIe-XVII siècles, se déroulant sous le règne du roi de Notsé, Agokoli (1670-1720). Après avoir fondé une cité prospère à Notsé au siècle précédent, celle-ci périclite peu à peu et est bientôt placée sous l'autorité d'Agokoli, qui se démarque par ses méthodes brutales et violentes. En réponse à sa tyrannie matérialisée dans son souhait d'ériger une enceinte sacrée de proportions monumentales à Notsé, un certain nombre d'habitants de la cité décide de s'exiler et de migrer vers l'Ouest, dans d'autres régions du Togo et du Ghana actuels. Cette migration est la genèse du peuple Éwé, qui compte plus de dix millions de membres au début du XXIe siècle. Il donne aussi naissance aux sous-branches du peuple Éwé, comme les Agomé ou les Waci.
Bien que l'existence de cet événement ne soit pas critiquée, l'importance de la migration comme origine du peuple Éwé est parfois remise en question, notamment à cause d'une vision simpliste des événements. Celle-ci serait notamment due à la colonisation allemande et française du Togo et du Ghana, dont les historiens et anthropologues coloniaux traitent les données de la tradition orale avec peu d'attention et d'intérêt, ce qui laisse supposer qu'un matériel important est perdu. De plus, il est possible qu'ils recensent cette version à des fins d'évangélisation au christianisme, pouvant dresser des parallèles entre le récit de l'Exode biblique et celui des Éwé. 

## Histoire

### Sources
Les sources principales de ce récit sont des éléments issus de la tradition orale des peuples concernés, qui ont été recensées à partir du XIXe siècle. De plus, des sources archéologiques existent, comme l'enceinte subsistante à Notsé et les vestiges archéologiques des premiers Éwés identifiés.

### Contexte
Les ancêtres des Éwés auraient été un peuple déjà présent dans la région du Togo et du Ghana au XIIIe siècle. Cependant, il est difficile de tracer leur trajet et leur évolution avant leur installation à Notsé, où ils fondent une ville et un royaume prospère au cours du XVe siècle. Selon les traditions orales survivantes, ils auraient été guidés sur le site de Notsé par le chasseur Afotsè, aussi appelé Ndétsi, ou alors sous la direction d'un ancêtre nommé Noin ou Da. Là, ils se seraient agrégés aux populations déjà présentes sur le lieu et auraient fondé la cité. Bien qu'elle soit prospère et acueille le sanctuaire régional du dieu Mawu, rapidement, des troubles politiques éclatent entre les classes dirigeantes de la cité, ce qui affaiblit le roi-prêtre. Au XVIIe siècle, l'un de ces rois, Agokoli, prend le pouvoir après la mort de son père, Ago. Il semble que ce roi tente de sortir du cadre restreint de ses attributions, il purge ses conseillers et les remplace par ses soutiens, il aurait fait par ailleurs ériger un mur d'enceinte à Notsé, de proportions monumentales pour l'époque. Malgré les réticences religieuses d'un certain nombre de responsables, qui témoignent de l'hostilité au projet d'une part de la population, d'autant que cette construction doit être entreprise nécessairement dans des conditions difficiles dues à la taille du projet, Agokoli aurait persisté dans son souhait et ses projets. Ce mur d'enceinte, retrouvé par les archéologues, n'est pas un mur de fortifications mais plutôt une enceinte religieuse et symbolique. Cette enceinte est réinterprétée dans certains récits traditionnels comme ayant été faite de « sang humain et d'argile ».  
Agokoli est un personnage très négatif au sein du peuple Éwé, bien que cette présentation comme d'un roi exclusivement négatif et tyrannique soit possiblement une reconstruction mémorielle postérieure. 

### Migration
En réponse à ces évolutions au sein de Notsé, un certain nombre d'habitants décident de suivre leurs chefs et de quitter la ville. L'exode se fait en deux mouvements, tout d'abord, il semble y avoir un exode massif et généralisé d'une part significative de la population urbaine, sans l'approbation d'Agokoli, puis, dans un second temps, les familles ou les groupes désirant suivre les premiers exilés rejoignent cette première vague de migration, cette fois-ci probablement avec l'approbation du souverain. Dans les récits traditionnels, les exilés sont censés avoir percé l'enceinte sacrée avec une corde, un acte profondément symbolique, bien qu'en réalité, l'enceinte retrouvée ne soit pas achevée, ce qui rend improbable une telle suite des événements. La plupart des récits donnent la ville de Gamé, au sud de Notsé, comme un lieu de rassemblement des exilés avant qu'ils ne se séparent entre eux et se dispersent dans la région.
Ils vont peupler ensuite des parts importantes du Togo et du Ghana, donnant naissance aux Éwés et à leurs sous-groupes, comme les Bè,. Il est estimé que pour atteindre le littoral du Togo, et s'y installer dans la région de Lomé, depuis Notsé, il aurait fallu à peu près un siècle.

### Critiques et nuances
Si Notsé et la migration ne font pas question, le fait qu'il s'agirait de l'origine des Éwés est parfois revu. En effet, les colons allemands qui s'emparent du Togo en 1890, font des choix parmi les traditions orales qu'ils récoltent. Il est tout à fait envisageable qu'ils effectuent alors une sélection des récits leur convenant le mieux, et présenter une origine monolithique du peuple Éwé les arrange sans aucun doute. De plus, il est possible qu'ils recensent cette version à des fins d'évangélisation au christianisme, pouvant dresser des parallèles entre le récit de l'Exode biblique et celui des Éwé. Le récit est ainsi propagé massivement au travers de la région par certains missionnaires allemands et si Notsé occupe un rôle religieux important chez tous les Éwé, il semble que des récits de fondation liant leur origine à Notsé n'aient pas été partagés par tous avant la propagation de ce récit,.

## Postérité
L'exode, qui n'est pas obligatoirement l'origine réelle du peuple, est perçue comme la genèse de celui-ci par ses propres membres. Il s'est progressivement imposé, chez les Éwé, comme le début de leur histoire. Il est célébré tous les ans lors de la fête de l'Agbogbo -Za. 